# Stadio Amsicora
Stadio Amsicora – wielofunkcyjny stadion w Cagliari, we Włoszech. Został otwarty w 1923 roku. Może pomieścić 8000 widzów. Obiekt wyposażony jest w boisko ze sztuczną nawierzchnią do gry w hokeja na trawie (dawniej w jego miejscu znajdowało się boisko piłkarskie), otoczone przez bieżnię lekkoatletyczną. Swoje spotkania na stadionie rozgrywają laskarze klubu Società Ginnastica Amsicora.

## Historia
W 1922 roku Guido Costa, prezes Società Ginnastica Amsicora, zakupił teren pod budowę stadionu klubowego. Nowy obiekt został otwarty w 1923 roku. Wkrótce jednak został on wydzierżawiony przez PNF, a jego nazwę zmieniono na „Campo Dux”. Pod koniec II wojny światowej obiekt służył jako skład pojazdów, potem ponownie przejęła SG Amsicora.
W 1952 roku, po awansie do Serie B, na stadion przenieśli się piłkarze Cagliari, dotąd występujący na Campo di via Pola. W 1954 roku zespół był bliski awansu do Serie A, ale po przegranym barażu pozostał na drugim poziomie rozgrywkowym. Klub na historyczny awans do elity czekał do 1964 roku (w tym czasie raz spadł z Serie B i ponownie do niej awansował). W związku z awansem do Serie A trybuny na Stadio Amsicora powiększono do pojemności 26 000 widzów. 23 grudnia 1967 roku na stadionie zagrała piłkarska reprezentacja Włoch, pokonując w meczu el. do ME 1968 Szwajcarię 4:0. W 1969 roku Cagliari sięgnęło po wicemistrzostwo kraju i zadebiutowało w Pucharze Miast Targowych. Rok później zespół świętował już zdobycie historycznego, jedynego jak dotąd (2021) mistrzostwa Włoch („Scudetto”). Niedługo po zdobyciu mistrzostwa, we wrześniu 1970 roku, Cagliari przeniosło się na nowo otwarty Stadio Sant’Elia.
Następnie obiekt nadal wykorzystywany był przez SG Amsicora. Cagliari powróciło na Stadio Amsicora jeszcze w sezonie 1988/1989, w związku z remontem Stadio Sant’Elia przed zbliżającymi się Mistrzostwami Świata 1990 (zespół występował wtedy w Serie C i uzyskał w tym sezonie awans). W 1994 roku zainstalowano na stadionie boisko ze sztuczną nawierzchnią, przeznaczone do hokeja na trawie. Swoje spotkania rozgrywają na nim laskarze SG Amsicora, wielokrotni mistrzowie kraju. Obiekt posiada dziś także 6-torową, tartanową bieżnię lekkoatletyczną, a jego trybuny mogą pomieścić 8000 widzów. Stadion przez lata gościł również inne imprezy sportowe, m.in. kolarskie, bokserskie (15 lipca 1962 roku Duilio Loi pokonał tutaj w walce o mistrzostwo Europy Fortunato Mancę), lekkoatletyczne czy walki byków.